# Pseudohermenias
Pseudohermenias is een geslacht van vlinders van de familie bladrollers (Tortricidae), uit de onderfamilie Olethreutinae.

## Soorten
- P. abietana

Sparrenbladroller (Fabricius, 1787)
- P. ajanensis Falkovich, 1966
- P. hercyniana (Uslar, 1798)